# Delta K

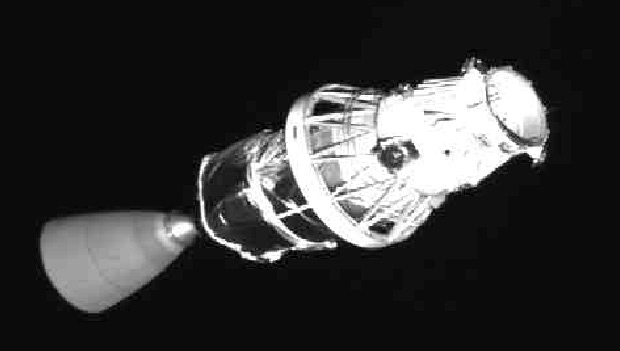
Antigo estágio Delta K, fotografada em órbita

O Delta K é um foguete espacial estadunidense usado como estágio de vários outros foguetes Delta.

## Características
O Delta K é usado exclusivamente como estágios doutros foguetes da família Delta, como o Delta 4925 e o Delta 5920. Usa tetróxido de nitrogênio e Aerozine 50 omo propelentes e tem um Empuxo de 43,63 kN, com impulso específico de 319 segundos.